# Rio Espera
Rio Espera est une municipalité brésilienne de l'État du Minas Gerais et de la région de la microrégion de Viçosa, au Brésil.